# 翟汪
翟汪（1877年—1941年)，字浩廷，广东省新兴县天堂镇朱所村人。中华民国军事及政治人物。

## 生平

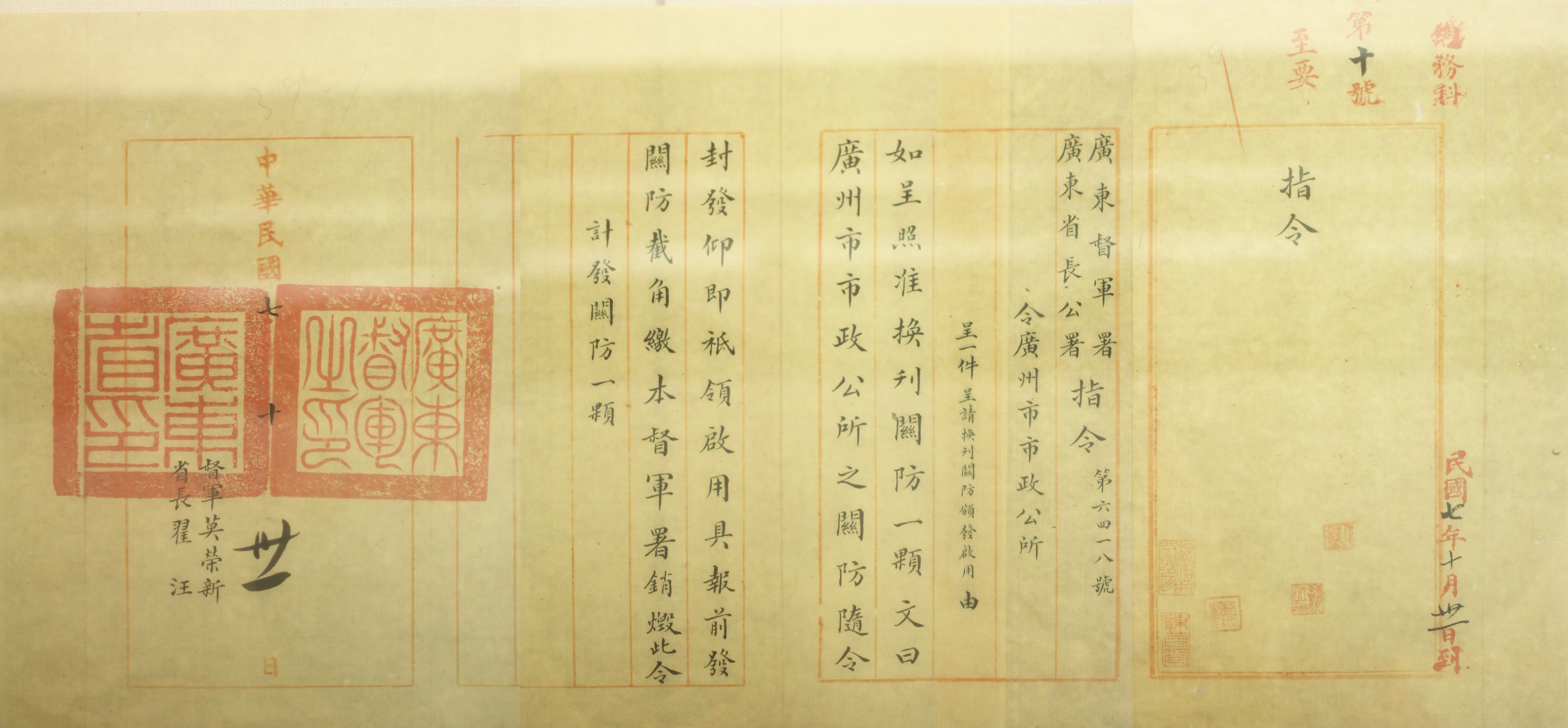
中华民国7年，翟汪与莫荣新签署的廣州市政公所啟用關防的指令

翟汪自幼失学，后参加三合会，随李北海当土匪，在东安县、阳春县、新兴县抢劫，还曾在肇庆抢劫黄岗税厂。
1904年，清朝水师提督李准到天堂镇招抚土匪，委任李北海为哨官，翟汪任什长，随李北海赴肇庆。宣统年间，李耀汉任水师提督衙门亲军管带，翟汪在李耀汉手下任哨官。辛亥革命后，翟汪随李耀汉在东安县率部起义，不久赴肇庆任巡防营管带。1913年，翟汪升任统领，获袁世凯授三等文虎章，陆军少将衔。1917年，翟汪升任肇阳罗镇守使，率部驻广州。1918年10月，桂系莫荣新为要排挤李耀汉和分化肇军，因此军政府解除李耀汉省长职权，任命翟汪为代理广东省长。
1919年5月4日五四运动爆发，此后广州也受到波及。翟汪与广东督军莫荣新联名于5月31日、6月5日先后两次发出布告，称爱国民众为"匪徒"，准备弹压，并令驻广州的肇军及广东警察厅长魏邦平执行镇压命令。
同年秋，莫荣新令广东军政府下令通缉李耀汉，并改编肇军，还企图迫使翟汪辞职。翟汪依靠驻在广州的六个营肇军，拒不辞职。结果，广东财政当局付给翟汪20万元，翟汪乃称病赴沙面（当时为英国及法国租界）就医，将广东省省长一职交由粤海道道尹张锦芳代理，俟翟汪到达香港之后再行通电辞职。
1920年冬，陈炯明率部回到广东驱逐莫荣新，任命翟汪为浩字营总司令。翟汪由香港回广州，企图收编肇军旧部，但未成。
1923年，翟汪回到家乡，1941年病逝。享年64岁。